# Championnat de Hongrie de football 1904
Navigation
Saison précédente Saison suivante
La saison 1904 du Championnat de Hongrie de football est la 4e édition du championnat de première division en Hongrie, la Nemzeti Bajnokság. Les neuf meilleurs clubs de Budapest sont regroupés au sein d'une poule unique où ils se rencontrent deux fois au cours de la saison, à domicile et à l'extérieur. En fin de saison, le dernier du classement est relégué et remplacé par le champion de II. Osztályú Bajnokság, la deuxième division hongroise.
C'est le MTK Budapest qui termine en tête du classement final du championnat, avec un seul point d'avance sur le Ferencváros TC, tenant du titre, et deux sur le Budapest TC. C'est le tout premier titre de champion de Hongrie de l'histoire du club.

## Les clubs participants
| - Budapest TC - 33 FC - Ferencváros TC - Magyar Úszó Egylet - MTK Budapest - Magyar AC - Postas SE - Fővárosi TC - Promu de II. Osztályú Bajnokság - Műegyetemi AFC - Promu de II. Osztályú Bajnokság |

## Compétition

### Classement
Le barème utilisé pour établir le classement est le suivant :
- Victoire : 2 points
- Match nul : 1 point
- Défaite, forfait ou abandon : 0 point

| Rang | Équipe             | Pts | J  | G  | N | P  | Bp | Bc | Diff |
| ---- | ------------------ | --- | -- | -- | - | -- | -- | -- | ---- |
| 1    | MTK Budapest       | 25  | 16 | 11 | 3 | 2  | 28 | 13 | +15  |
| 2    | Ferencváros TC (T) | 24  | 16 | 11 | 2 | 3  | 48 | 16 | +32  |
| 3    | Budapest TC        | 22  | 16 | 9  | 4 | 3  | 28 | 13 | +15  |
| 4    | Magyar UE          | 16  | 16 | 6  | 4 | 6  | 21 | 30 | -9   |
| 5    | Postás SE          | 14  | 16 | 6  | 2 | 8  | 17 | 17 | 0    |
| 6    | Magyar AC          | 14  | 16 | 6  | 2 | 8  | 25 | 27 | -2   |
| 7    | Műegyetemi AFC (P) | 13  | 16 | 4  | 5 | 7  | 22 | 23 | -1   |
| 8    | 33 FC              | 12  | 16 | 4  | 4 | 8  | 20 | 31 | -11  |
| 9    | Fővárosi TC (P)    | 4   | 16 | 0  | 4 | 12 | 16 | 55 | -39  |

|  | Vainqueur du championnat de Hongrie 1904                |
|  | Relégation directe en II. Osztályú Bajnokság            |
|  | (T) Tenant du titre (P) Promu de II. Osztályú Bajnokság |

## Bilan de la saison
| Championnat de Hongrie de football 1904 |                          |
| Champion                                | MTK Budapest (1er titre) |
| Coupes et trophées                      |                          |
| Vainqueur de la Coupe de Hongrie 1904   | Non disputée             |
| Promotions et relégations               |                          |
| Promus en Nemzeti Bajnokság             | Ujpest TE                |
| Relégués en II. Osztályú Bajnokság      | Fővárosi TC              |